# Comuna Rudka, Cernihiv
Rudka (în ucraineană Рудка) este o comună în raionul Cernihiv, regiunea Cernihiv, Ucraina, formată din satele Rudka (reședința) și Seleanska Sloboda.

## Demografie
Componența lingvistică a comunei Rudka
     Ucraineană (97,78%)
     Rusă (1,84%)
Conform recensământului din 2001, majoritatea populației comunei Rudka era vorbitoare de ucraineană (97,78%), existând în minoritate și vorbitori de rusă (1,84%).